# جياناو
جياناو (بالصينية المبسطة: 建瓯؛ بالصينية التقليدية: 建甌) هي مدينة من مدن الصين. يبلغ عدد سكانها 452,174 نسمة.

## المناخ
يظهر الجدول التالي التغييرات المناخية على مدار السنة لجياناو:
| البيانات المناخية لـجياناو                       | البيانات المناخية لـجياناو | البيانات المناخية لـجياناو | البيانات المناخية لـجياناو | البيانات المناخية لـجياناو | البيانات المناخية لـجياناو | البيانات المناخية لـجياناو | البيانات المناخية لـجياناو | البيانات المناخية لـجياناو | البيانات المناخية لـجياناو | البيانات المناخية لـجياناو | البيانات المناخية لـجياناو | البيانات المناخية لـجياناو | البيانات المناخية لـجياناو |
| الشهر                                            | يناير                      | فبراير                     | مارس                       | أبريل                      | مايو                       | يونيو                      | يوليو                      | أغسطس                      | سبتمبر                     | أكتوبر                     | نوفمبر                     | ديسمبر                     | المعدل السنوي              |
| ------------------------------------------------ | -------------------------- | -------------------------- | -------------------------- | -------------------------- | -------------------------- | -------------------------- | -------------------------- | -------------------------- | -------------------------- | -------------------------- | -------------------------- | -------------------------- | -------------------------- |
| الدرجة القصوى °م (°ف)                            | 28.8 (83.8)                | 32.4 (90.3)                | 33.8 (92.8)                | 35.3 (95.5)                | 37.3 (99.1)                | 38.0 (100.4)               | 41.7 (107.1)               | 41.7 (107.1)               | 39.1 (102.4)               | 37.1 (98.8)                | 33.2 (91.8)                | 27.9 (82.2)                | 41.7 (107.1)               |
| متوسط درجة الحرارة الكبرى °م (°ف)                | 14.0 (57.2)                | 15.7 (60.3)                | 19.1 (66.4)                | 24.6 (76.3)                | 28.4 (83.1)                | 31.1 (88.0)                | 34.8 (94.6)                | 34.4 (93.9)                | 31.2 (88.2)                | 26.9 (80.4)                | 21.4 (70.5)                | 16.1 (61.0)                | 24.8 (76.7)                |
| المتوسط اليومي °م (°ف)                           | 8.7 (47.7)                 | 10.7 (51.3)                | 13.9 (57.0)                | 19.0 (66.2)                | 22.9 (73.2)                | 25.9 (78.6)                | 28.6 (83.5)                | 28.0 (82.4)                | 25.3 (77.5)                | 20.7 (69.3)                | 15.1 (59.2)                | 9.8 (49.6)                 | 19.1 (66.3)                |
| متوسط درجة الحرارة الصغرى °م (°ف)                | 5.2 (41.4)                 | 7.4 (45.3)                 | 10.5 (50.9)                | 15.2 (59.4)                | 19.1 (66.4)                | 22.2 (72.0)                | 24.1 (75.4)                | 23.8 (74.8)                | 21.4 (70.5)                | 16.5 (61.7)                | 11.1 (52.0)                | 5.7 (42.3)                 | 15.2 (59.3)                |
| أدنى درجة حرارة °م (°ف)                          | −5.0 (23.0)                | −4.0 (24.8)                | −3.2 (26.2)                | 3.7 (38.7)                 | 9.5 (49.1)                 | 13.7 (56.7)                | 19.9 (67.8)                | 18.0 (64.4)                | 12.8 (55.0)                | 4.0 (39.2)                 | −1.8 (28.8)                | −7.2 (19.0)                | −7.2 (19.0)                |
| الهطول مم (إنش)                                  | 71.2 (2.80)                | 116.6 (4.59)               | 205.6 (8.09)               | 216.6 (8.53)               | 238.1 (9.37)               | 303.1 (11.93)              | 121.6 (4.79)               | 133.2 (5.24)               | 98.6 (3.88)                | 59.9 (2.36)                | 58.7 (2.31)                | 50.4 (1.98)                | 1٬673٫6 (65.87)            |
| متوسط الرطوبة النسبية (%)                        | 82                         | 83                         | 83                         | 81                         | 81                         | 82                         | 77                         | 78                         | 79                         | 79                         | 81                         | 81                         | 81                         |
| المصدر: China Meteorological Data Service Center |                            |                            |                            |                            |                            |                            |                            |                            |                            |                            |                            |                            |                            |

## وصلات خارجية
- الموقع الرسمي